# Paa (film)
Paa è un film indiano del 2009 diretto da R. Balki.
Il film è ispirato al film statunitense del 1996 Jack e al rapporto tra un ragazzo affetto da progeria e i suoi genitori.

## Premi
- National Film Awards
  - 2009: "Best Actor" (Amitabh Bachchan), "Best Supporting Actress" (Arundathi Nag), "Best Feature Film in Hindi", "Best Make-up Artist" (Christien Tinsley, Dominie Till)
- Screen Awards
  - 2010: "Best Actor" (Amitabh Bachchan), "Best Actress" (Vidya Balan), "Best Child Artist" (Pratik Katare), "Best Supporting Actress" (Arundathi Nag), "Jodi No. 1" (Amitabh Bacchan, Abhishek Bachchan), "Best Background Score" (Ilaiyaraja)
- Stardust Awards
  - "Star of the Year – Male" (Amitabh Bachchan), "Best Supporting Actor" (Abhishek Bachchan)
- Filmfare Awards
  - 2010: "Best Actor" (Amitabh Bachchan), "Best Actress" (Vidya Balan)
- International Indian Film Academy Awards
  - 2010: "Best Actor" (Amitabh Bachchan), "Best Actress" (Vidya Balan), "Best Makeup" (Christien Tinsley, Domini Till)